# Кучкар
Кучкар (грч. Ελαιοχώρι, Елеохори) је насељено место у  општини Кушница у периферији Источна Македонија и Тракија, Грчка. Према попису из 2021. године био је 981 становник.
Према бугарском географу и историчару, Василу Канчову, у Кучкару је 1900. године живело 500 Словена муслимана. Године 1924. муслиманско становништво је принудно исељено у Турску а на њихово место су насељене грчке избегличке породице из Турске, којих је на попису из 1928. године било 620.